# Robert Kajuga
Jerry Robert Kajuga, född 1960 i Kibungo, var ledare för milisgruppen Interahamwe under folkmordet på tutsier i Rwanda (7 april 1994 – juli 1994). Han greps 1996. Kajuga dog i fängelse i Kinshasa någon gång före mars 2007 av sjukdom.